# باکره و کودک به‌همراه حنای قدیس
باکره و کودک به‌همراه حنای قدیس (انگلیسی: The Virgin and Child with St. Anne) یک نقاشی رنگ روغن اثر لئوناردو دا وینچی است که آنِ قدیس (حنا مادر مریم)، مریم و کودکی عیسی را به‌تصویر درآورده است. عیسی در حال در آغوش‌کشیدن بره قربانی نشان داده‌شده که نمادی از مصائب عیسی است در حالی‌که مریم می‌خواهد مانع او شود. این نقاشی برای بالای محراب کلیسای سانتیسیما انونزیاتای فلورانس به لئوناردو سفارش داده شد و موضوع آن مدت‌ها او را مشغول خود کرد.